# Jezero (Čaglin)
Jezero je naselje u Republici Hrvatskoj u Požeško-slavonskoj županiji, u sastavu općine Čaglin.

## Zemljopis
Jezero je smješteno na obroncima Krndije,  oko 17 km istočno od Čaglina, susjedna sela su Stojčinovac, Dobra Voda i Mokreš.

## Stanovništvo
Prema popisu stanovništva iz 2011. godine Jasik je imao 8 stanovnika, dok je prema popis stanovništva iz 1991. godine imao 33 stanovnika.
| broj stanovnika |       |       |       |       |       |       |       |       | 129   | 149   | 152   | 113   | 57    | 33    | 13    | 8     | 7     |
|                 | 1857. | 1869. | 1880. | 1890. | 1900. | 1910. | 1921. | 1931. | 1948. | 1953. | 1961. | 1971. | 1981. | 1991. | 2001. | 2011. | 2021. |